# 鹿子木員信
鹿子木 員信（かのこぎ かずのぶ、1884年（明治17年）11月3日 - 1949年（昭和24年）12月23日）は、日本の哲学者、海軍軍人。最終階級は海軍機関中尉。キリスト教徒。

## 経歴
出生から海軍入隊、日露戦争
1884年、東京府に生まれた。鹿子木家は熊本藩士族の流れをくむ家系であった。旧制東京府立第一中学校から海軍予備校を経て、1904年に海軍機関学校を卒業。
「八雲」乗組みとして日本海海戦を戦った。海軍機関中尉で病を得て予備役を経て退役。後述のように敵兵を救助したことで上官の叱責を受けたことも海軍を退いた理由の一つである。日本海海戦中、非戦闘員のロシア人従軍牧師が海上を漂っているのを見て軍艦を止め救助したことから人生問題に煩悶。海軍を退役し、哲学研究に入ることとなった。
退役して哲学研究へ
1906年（明治39年）9月 に京都帝国大学文科大学哲学科選科に入学し、この京都での在学時代に近衛文麿を知り関係を深めた。
卒業後は、慶應義塾大学部教授に就いた。1907年より米独に留学。米国ではニューイングランド州のユニオン神学校で学んだ。ドイツ留学中、アルプス旅行中にポーランド系ドイツ人のコルネリアと知り合い、1917年9月に東京三田の統一教会で結婚。ヒマラヤ旅行（後述）から帰国後、学位論文『プラトン哲学の研究』を東京帝国大学に提出して文学博士号を取得した。学位取得後に東京帝大哲学科の講師となった。興国同志会に属していたが、1920年の森戸事件をきっかけに岸信介らとともに脱会。
九州時代
1926年に九州帝国大学教授となり、同法文学部長を務めた。1927年にはベルリン大学客員教授となった。九大時代の教え子には、哲学者の桑木務がいる。
1939年（昭和14年）、対支同志会が日比谷公会堂で主催した「英国排撃市民大会」では、イギリスの東洋政策を厳しく批判する演説を行ったほか、第二次世界大戦中は徳富蘇峰が会長を勤める大日本言論報国会の専務理事、事務局長を務め、国粋主義思想を広めた。徳富蘆花の短編「梅一輪」（『みみずのたはこと』所収）に海軍士官葛城勝郎として登場する。
太平洋戦争後
1945年11月19日、連合国軍最高司令官総司令部は、日本政府に対し鹿子木らを戦争犯罪人として逮捕し、巣鴨拘置所に拘禁するよう命令。罪状は長年秘密団体に参加し、国家主義運動に活動していた疑いで、A級戦犯容疑者となり、また公職追放者の指定を受けた。1949年に死去。

## 栄典
- 1904年（明治37年）10月10日 - 正八位[11]

## 研究内容・業績
ヒマラヤ旅行
鹿子木は慶應義塾大学山岳部の初代部長で、1918年日本人で初めてヒマラヤに入り、ダージリンからゴーチャ峠（英語: Goecha La）を越えタルン氷河 (Talung glacier ) からカンチェンジュンガを目指した。この記録は、『ヒマラヤ行』（政教社、1920年）という著作として残され、世界山岳全集に収録されている他、日本の登山文学の古典の一つに数えられている。なお、この旅の途中でイギリスのインド統治を批判する発言をしたことでインドの官憲に逮捕されて最終的に国外追放されている。このことが、鹿子木を反アングロサクソン思想を決定づけたと言われている。
指導学生
鹿子木の創設した慶應義塾大学山岳部からは槇有恒・三田幸夫・大島亮吉・早川種三ら著名な登山家を輩出した。また、東京帝国大学時代にも山岳スキー部設立に関わっている。

## 家族・親族
- 妻：鹿子木コルネリア（ポーランド系ドイツ人の教育者、後に離婚）[13]
- 息子：鹿子木健日子（1936年ベルリンオリンピックに出場したバスケットボール選手）

## 著作
著書
- 『アルペン行』政教社 1914 大修館書店（覆刻日本の山岳名著）1975
- 『戦闘的人生観』同文館 1917
- 『ヒマラヤ行』政教社 1920
- 『仏蹟巡礼行』大鐙閣 1920
- 『理想主義的悪戦』京文館 1926
- 『日本精神の哲学』直日のむすび出版部 1931
- 『やまとこゝろと独乙精神』民友社 1931
- 『新日本主義と歴史哲学』青年教育普及会 1932
- 『すめらみくにの理論と信念』維新社 1936
- 『永遠之戦』九州帝国大学皇道会 1937
- 『すめらあじあ』 同文書院 1937
- 『皇国々体原理』新更会刊行部 1938
- 『文明と哲学的精神』文川堂書房 1942序 2版

共著編
- 『ガンヂと真理の把持』饒平名智太郎共著、改造社 1922
- 『帝国大学粛正問題』田辺宗英共著、報国新報社(報国叢書) 1938
- 『皇国学大綱』編、同文書院 1941

訳書
- 『自然主義か理想主義か』 オイケン著、慶応義塾出版部 1914[14]